# Эльтдаунские таблички
«Эльтда́унские табли́чки» (англ. Eltdown Shards) — вымышленные археологические фрагменты керамики, сохранивших дочеловеческую письменность. В литературе впервые встречаются в рассказе Ричарда Ф. Сирайта «The Sealed Casket» (1935) и включены в «Мифы Ктулху» благодаря рассказу «За гранью времён» (1935) Говарда Филлипса Лавкрафта и его соавторов. «Эльтдаунские таблички» были обнаружены в селении Эльтдаун, в Южной Англии и описывают Йекубианцев, Йит, и прочих внеземных существ.

## Основные сведения
Ричард Ф. Сирайт приводит описание «Элтдаунских табличек» в рассказе «The Warder of Knowledge» (1935): 
«Элтдаунские таблички» это 23 фрагмента керамики, на которых написаны загадочные символы. Плиты твердые на ощупь, как железо, самых разных форм и размеров: «от пятого осколка, продолговатого куска примерно четыре на восемь дюймов, до четырнадцатого, зазубренной, треугольной формы почти двадцати дюймов в поперечнике». Надписи сложные, а поля украшены различными символами. 
Это загадочные фрагменты были найдены в 1882 году и названы в честь места, где они были обнаружены, Элтдауна на юге Англии. Осколки датируются триасовым периодом и покрыты странными символами, которые считаются непереводимыми. Тем не менее, несколько авторов написали свои собственные интерпретации маркировки, в том числе Гордон Уитни и его «Осколки Элтдауна: частичный перевод». Многие из этих работ, а также ряд неакадемических версий циркулировали среди тайных культов.
Перевод Уитни удивительно похож на «Пнакотические манускрипты», текст, созданный Великой расой Йит. В переводе описывается Йит, планета, с которой пришла Великая Раса, и роковая встреча Великой Расы с Йекубианцами, которые могли обмениваться разумами в пространстве-времени. Эта технология использует для перемещения кристаллические кубы, один из которых попал на Землю в древности.
Автор осколков оспаривается. Преподобный Артур Брук Уинтерс-Холл и профессор Туркофф из Белойнского колледжа предполагают, что несмотря на свою связь с Великой Расой, «Элтдаунские таблички» написаны на языке Древних богов, которые, вероятно, были изображены на керамике в Англии, когда она была частью великого суперконтинента Пангеи. Даниэль Хармс утверждает, что автор сам является Йитианцем (The Encyclopedia Cthulhiana).
Ричард Ф. Сирайт пишет в рассказах «Mists of Death» и «The Coming of Ouran-Atun», что в таблицах описаны внеземные сущности ПнифТаал и Уран-Атун (англ. PneephTaal and Ouran-Atun).

## Публикация
Ричард Ф. Сирайт изобрел «Элтдаунские таблички» в черновике (который якобы является цитатой из этого текста) к своему рассказу «The Sealed Casket», что был опубликован в «Weird Tales» в марте 1935 года. Рассказ был опубликован без заголовка. Позже Лавкрафт процитировал неопубликованную заметку в письме Кларку Эштону Смиту, «заставив некоторых поверить, что это он написал», а позже сам ссылался на «Эльтдаунские таблички» в «За гранью времён» и «Вызове извне». Однако Сирайт написал для табличек альтернативную историю, о которой Лавкрафт узнал лишь некоторое время спустя. Поскольку Лавкрафт был более известен, большинство авторов следовали за Лавкрафтом. После того, как была опубликована версия Сирайта в «The Warder of Knowledge» (1992), Джоан К. Стэнли попыталась гармонизировать информацию в своем буклете «Ex Libris Miskatonici» (Necronomicon Press, 1993). Сын Сирайта, Франклин, также написал о «Мифах Ктулху» в рассказе «Those Dreadful Eltdown Shards» (H. Harken Productions, 2016), в котором описаны все существующие копии. Исследователями творчества были предприняты попытки разделить эти версии.

## Другие авторы
«Элтдаунские таблички» упоминаются в многочисленных работах последователей «Мифов Ктулху».
Август Дерлет пишет в сборнике «The Trail of Cthulhu» (1944-1952), что «Элтдаунские таблички» вместе с частями «Пнакотических манускриптов» заполняют пробелы в созданных им Фрагментах Селено (англ. Celaeno Fragments), предполагая, что все три являются частью более крупной работы.
Роберт Прайс и Джеймс Амбуэль пишут в рассказе «Wrath of the Wind-Walker» (1998), что в 5-м осколке упоминается Авалот (Итаква из творчества Августа Дерлета).
Рэмси Кемпбелл пишет в рассказе «Goatswood and Less Pleasant Places» (2001), что таблички содержат заклинание для вызова Летающих Полипов и Знаки Старцев, которые можно найти в переводе Винтерс-Холла.

## Настольные игры
В ролевой игре «Зов Ктулху» говорится, что иероглифы имеют сходство с частями «Пнакотических манускриптов», поскольку они написаны на языке Древних Вещей («The Keeper's Companion» 2000). Магическая формула из 19-го осколка предназначена для вызова «Хранителя знаний»; к сожалению, часть ритуала, связанная с изгнанием, искажена, так что вызов этого существа может оказаться катастрофическим.